# 이득춘
이득춘(1962년 7월 16일~)는 대한민국의 배드민턴 선수 출신 배드민턴 지도자로, 2014년 올림픽과 2016년 아시안 게임에서 대한민국 국가대표팀 감독을 맡았다.